# ويليام جون وارد
ويليام جون وارد هو فلاح وسياسي كندي، ولد في 25 أكتوبر 1880، وتوفي في 18 أغسطس 1971 في كندا. حزبياً، نشط في الحزب الليبرالي الكندي. وقد انتخب عضو مجلس العموم الكندي.